# Бёйсен, Трюгве
Трюгве Карлсен Бёйсен (норв. Trygve Carlsen Bøyesen; 15 февраля 1886, Шиен — 27 июля 1963, Шиен) — норвежский гимнаст, призёр летних Олимпийских игр.
На Играх 1908 года в Лондоне Бёйсен участвовал только в командном первенстве, в котором его сборная заняла второе место.
Через четыре года Бёйсен выступал за норвежскую сборную на Олимпиаде 1912 года в Стокгольме. В соревновании по шведской системе его команда заняла третье место.
Ещё через восемь лет Бёйсен, входя в национальную сборную, участвовал в командном первенстве в произвольной системе. В этом соревновании Норвегия заняла второе место.